# Kanton Flers-1
Kanton Flers-1 (francouzsky Canton de Flers-1) je francouzský kanton v departementu Orne v regionu Normandie. Byl vytvořen při reformě kantonů v roce 2014. Sestává z 12 obcí a části obce Flers.

## Obce kantonu (květen 2016)
- La Bazoque
- Caligny
- Flers (část)
- Cerisy-Belle-Étoile
- La Chapelle-au-Moine
- La Chapelle-Biche
- Le Châtellier
- La Lande-Patry
- Landisacq
- Moncy
- Saint-Clair-de-Halouze
- Saint-Paul
- Saint-Pierre-d'Entremont